# كورونادو شافيز
كورونادو شافيز (بالإسبانية: Coronado Chávez)‏ (و. 1807 – 1881 م) هو سياسي من .